# Herbert Wells
Herbert „Herb” Wells (ur. 4 maja 1901 w Brockton, zm. w listopadzie 1978 w Exton) – amerykański piłkarz występujący na pozycji napastnika, reprezentant Stanów Zjednoczonych, olimpijczyk.

## Kariera klubowa
Podczas Igrzysk Olimpijskich 1924 był piłkarzem klubu Fleisher Yarn FC z Filadelfii.

## Kariera reprezentacyjna
W 1924 roku został przez George’a Burforda powołany na igrzyska olimpijskie w Paryżu. 29 maja zadebiutował w reprezentacji Stanów Zjednoczonych w przegranym 0:3 meczu 2. rundy z Urugwajem. Po odpadnięciu z turnieju Amerykanie pozostali w Europie i rozegrali towarzyskie mecze z Polską (3:2) i Irlandią (1:3). Wells wystąpił w obu spotkaniach i zdobył bramkę w meczu przeciwko Polsce. Ogółem rozegrał on w reprezentacji 3 spotkania w których strzelił 1 gola.